# کوین مک‌داول
کوین مک‌داول (انگلیسی: Kevin McDowell؛ زادهٔ ۱ اوت ۱۹۹۲) ورزشکار ورزش سه‌گانه اهل ایالات متحده آمریکا است.
وی در مسابقات کشوری و بین‌المللی در مجموع برندهٔ ۱ مدال نقره شده‌است.